# Anopheles dthali
Anopheles dthali este o specie de țânțari din genul Anopheles, descrisă de William Hampton Patton în anul 1905. Conform Catalogue of Life specia Anopheles dthali nu are subspecii cunoscute.